# Vincent Lafforgue
Pour les articles homonymes, voir Lafforgue.
Vincent Lafforgue est un mathématicien français, né le 20 janvier 1974, actuellement directeur de recherches au CNRS affecté à l'IMJ-PRG (unité mixte de recherche CNRS).
Initialement spécialiste de géométrie non commutative, il est également l’auteur de travaux remarqués sur le programme de Langlands.
Il est le frère de Laurent Lafforgue, médaillé Fields en 2002 et de Thomas Lafforgue, professeur en deuxième année de classe préparatoire (PC*) aux grandes écoles au Lycée Louis-le-Grand.

## Biographie

### Famille, études et premières recherches
Cette section ne s'appuie pas, ou pas assez, sur des sources secondaires ou tertiaires indépendantes du sujet. Le texte peut contenir des analyses inexactes ou inédites de sources primaires.
Pour l'améliorer, ajoutez-en, ou placez des modèles {{Source secondaire souhaitée}} ou {{Source secondaire nécessaire}} sur les passages mal sourcés. (mai 2022)
Vincent Lafforgue participe à deux reprises aux Olympiades internationales de mathématiques, en 1990 et 1991, où il obtient deux médailles d'or avec un score maximal.
Il est aussi lauréat du concours général 1990 en mathématiques et sciences physiques.
Il est le plus jeune d'une fratrie de trois garçons, qui ont la particularité d'avoir tous intégré l’École normale supérieure en mathématiques.
Ainsi, en 1992, Vincent Lafforgue est reçu major au concours d’entrée à l'ENS, soit au même rang que son frère Laurent quelques années auparavant. Il est aussi reçu major au concours d’entrée à l'École polytechnique.
À l'ENS, Vincent Lafforgue a pour camarade de promotion Cédric Villani. Comme ce dernier, Vincent Lafforgue est agrégé-préparateur (« caïman ») à l'École tout en travaillant à sa thèse.[réf. nécessaire] Il prépare celle-ci à l'université d'Orsay sous la direction de Jean-Benoît Bost. Soutenue en 1998, elle s'intitule K-théorie bivariante (de) pour les algèbres de Banach et conjecture de Baum-Connes, et contient la première démonstration d'une partie d'une vaste conjecture de géométrie non commutative. Pour ces résultats, il obtient à l'âge de 26 ans le prix de la Société mathématique européenne — en 2000.[réf. nécessaire]

### Contributions au programme de Langlands
Cette section ne s'appuie pas, ou pas assez, sur des sources secondaires ou tertiaires indépendantes du sujet. Le texte peut contenir des analyses inexactes ou inédites de sources primaires.
Pour l'améliorer, ajoutez-en, ou placez des modèles {{Source secondaire souhaitée}} ou {{Source secondaire nécessaire}} sur les passages mal sourcés. (mai 2022)
Dans les années qui suivent, Vincent Lafforgue continue tout d'abord à travailler autour de la conjecture de Baum-Connes et de la « propriété (T) », à la suite de son recrutement en 1999 au CNRS comme chargé de recherche affecté à l'institut de mathématiques de Jussieu.
Puis, il change de domaine de recherches en s'intéressant au programme de Langlands géométrique ainsi qu'à la géométrie arithmétique, ce qui apparaît dans l’habilitation à diriger des recherches qu'il soutient en 2009 et qui est intitulée « Conjecture de Baum-Connes, théorie de Fontaine en caractéristique p, et programme de Langlands géométrique ».
Entre le 1er septembre 2010 et le printemps 2016, il est directeur de recherches au CNRS, affecté au laboratoire de « mathématiques, analyse, probabilités, modélisation » (le « MAPMO ») à Orléans. Il se consacre alors à l'étude du programme de Langlands sur les corps de fonctions, sujet pour lequel son frère aîné Laurent a reçu la médaille Fields. Vincent Lafforgue, par une approche géométrique, produit une nouvelle démonstration d'une partie des travaux de son frère, mais dans un cadre plus général : celui des groupes réductifs. Cumulés à ses précédents travaux, ceux-ci sont récompensés par la médaille d'argent du CNRS en 2015.
Au printemps 2016, il rejoint, toujours comme directeur de recherche au CNRS, l'institut Fourier à Grenoble.
Il rejoint l'IMJ-PRG en septembre 2021.

## Prix
Il est lauréat du prix de la Société mathématique européenne en 2000, du prix Servant en 2014 et de la médaille d'argent du CNRS en 2015. Il est lauréat du Breakthrough Prize in Mathematics 2019,.